# Marti (Familienname)
Marti oder Martí ist ein deutscher bzw. spanischer Familienname.

## Herkunft und Bedeutung
Der Familienname deutsch Marti bzw. spanisch Martí basiert auf dem Taufnamen Martin und ist damit ein ursprünglicher Vatername (Patronym). Schreibvarianten sind Marty und Marthy.

## Namensträger

### A
- Adam Marti (1857–1940), Schweizer Bibliothekar
- Adolf Marti (1864–1899), Schweizer Zeichner, Radierer und Lehrer
- Albert Martí (Albert Martí i Galceran; 1883–1947), spanischer Sänger (Tenor) und Komponist
- Alexander Marti (1932–2003), Schweizer Unternehmer
- Alfred Marti (Unternehmer, 1882) (1882–1950), Schweizer Bauunternehmer
- Alfred Marti (Unternehmer, 1909) (1909–1960), Schweizer Reiseunternehmer
- Alina Marti (* 2004), Schweizer Eishockeyspielerin
- Andreas Marti (Philologe) (1941–2018), Schweizer Lehrer, 2001–2006 Direktor des Zentrums Paul Klee
- Andreas Marti (* 1949), Schweizer Theologe, Musikwissenschaftler und Kirchenmusiker
- Andreas Marti (Künstler) (* 1967), Schweizer Künstler
- Ángela Ginard Martí (1894–1936), spanische römisch-katholische Ordensschwester, Märtyrerin und Selige
- Antoni Martí Petit (1963–2023), andorranischer Politiker
- Arnold Marti (* 1951), Schweizer Rechtswissenschaftler und Richter

### B
- Beat Marti (* 1972), Schweizer Schauspieler
- Beata Marti (* 1974), deutsche Sängerin (Sopran)
- Benedictus Marti (um 1522–1574), Schweizer Theologe, Botaniker und Geograph, siehe Benedictus Aretius
- Benita Marti, US-amerikanische Schauspielerin
- Bernabé Martí (1928–2022), spanischer Opernsänger

### C
- Cécile Marti (* 1973), Schweizer Komponistin
- Céline Marti (* 1979), haitianische Skirennfahrerin
- Christian Marti (Szenenbildner), französischer Szenenbildner
- Christian Marti (Politiker) (Christian Marti-Hauser; * 1974), Schweizer Politiker (FDP), Mitglied des Glarner Landrates
- Christian Marti (Eishockeyspieler) (* 1993), Schweizer Eishockeyspieler
- Christoph Marti (* 1965), Schweizer Sänger und Schauspieler
- Christoph Marti (Fotograf) (* 1996), Schweizer Fotograf
- Claude Martí (* 1940), französischer Liedermacher, Lyriker und Romancier
- Cristóbal Martí (1903–1986), spanischer Fußballspieler

### D
- David Martí (* 1971), spanischer Maskenbildner und Spezialeffektkünstler
- Delia Marti (* 1986), deutsche Schauspielerin

### E
- Eduard Marti (1821–1896), Schweizer Jurist und Politiker, bekannt als „Eisenbahnbaron“
- Elsa Marti (1899–2001), Schweizer Bibliothekarin
- Emil Marti (1857–1907), Schweizer Bankier
- Enriqueta Martí (1868–1913), spanische Prostituierte und Hexenheilerin, angebliche Serienmörderin, Kidnapperin und Zuhälterin von Kindern
- Ernst Marti (Pfarrer) (1871–1955), Schweizer Pfarrer und Schriftsteller
- Ernst Marti (Funktionär) (1881–1968), Schweizer Journalist, Gewerkschafter und Abgeordneter
- Ernst Marti (Unternehmer, 1883)  (1883–1949), Schweizer Landwirt und Tourismusunternehmer
- Ernst Marti (Mediziner) (1903–1985), Schweizer Arzt und Anthroposoph
- Ernst Marti (Unternehmer, 1930) (1930–2005), Schweizer Transportunternehmer
- Ernst Marti (Schiedsrichter) (1945–2022), Schweizer Jass-Schiedsrichter
- Ernst Otto Marti (1903–1979), Schweizer Schriftsteller
- Erwin Marti (* 1952), Schweizer Historiker, Germanist, Lehrer und Publizist
- Esther Solé Martí (* 1984), spanische Kunsthistorikerin
- Eugen Marti (1918–nach 1958), Schweizer Journalist und Gewerkschafter

### F
- Fabian Marti (* 1979), Schweizer Künstler
- Farabundo Martí (1893–1932), salvadorianischer Revolutionär
- Franz Marti (?–1995), Schweizer Eisenbahnfotograf und Autor
- Frieda Schmid-Marti (1882–1956), Schweizer Schriftstellerin
- Friedrich Marti (vor 1897–1960), Schweizer Pädagoge und Lehrwerkautor
- Fritz Marti (Unternehmer) (1844–1902), Schweizer Industrieller, Erbauer der Berner Gurtenbahn
- Fritz Marti (Journalist) (1866–1914), Schweizer Journalist, Literaturkritiker und Schriftsteller
- Fritz Marti (Philosoph) (1894–1991), Schweizer Philosoph, Hochschullehrer und Schulgründer

### G
- Gaspar Valero Martí (* 1958), spanischer Historiker
- Gertrud Jetzer-Marti (1908–1988), Schweizer Bauunternehmerin
- Giovanni Marti (* 1972), Schweizer Hörfunkmoderator
- Guillem Martí (* 1985), spanischer Fußballspieler

### H
- Hans Marti (Architekt) (1913–1993), Schweizer Architekt und Raumplaner
- Hans Marti (Jurist) (1915–2003), Schweizer Jurist und Hochschullehrer
- Hans Marti (Volkskundler) (1915–2003), Schweizer Volkskundler, Lokalhistoriker, Fotograf und Autor
- Hanspeter Marti (* 1947), Schweizer Germanist
- Hans Rudolf Marti (1922–2009), Schweizer Internist
- Heinrich Marti (1930–2016), Schweizer Altphilologe
- Heinz Marti (1934–2023), Schweizer Komponist
- Helene Marti (1893–1976), Schweizer Buchbinderin und Handschriftenrestauratorin
- Hermann Marti (1874–1947), Schweizer Jurist und Richter
- Hugo Marti (1893–1937), Schweizer Publizist und Schriftsteller

### J
- Jacob Mumenthaler-Marti (1737–1787), Schweizer Wundarzt und Chirurg
- Javier Martí (* 1992), spanischer Tennisspieler
- Joan Martí Alanís (1928–2009), spanischer Geistlicher, Bischof von Urgell und damit gleichzeitig Kofürst von Andorra
- Johann Rudolf Marti (1829–1909), Schweizer Politiker, Regierungsrat Glarus
- José Martí (1853–1895), kubanischer Schriftsteller und Nationalheld
- José Martí Llorca (1903–1997), spanisch-argentinischer Violinist und Komponist
- José Luis Martí (* 1975), spanischer Fußballspieler
- Josef Marti (* 1932), Schweizer Maler, Bildhauer, Architekt und Bauzeichner
- Josep Antoni Martí (1719–1763), spanischer Komponist
- Josep Maria Martí (* 2005), spanischer Automobilrennfahrer
- Juan Martí (1887–1978), spanischer Radrennfahrer
- Jürg T. Marti (* 1935), Schweizer Mathematiker

### K
- Karl Marti (1855–1925), Schweizer Theologe und Hochschullehrer
- Kurt Marti (1921–2017), Schweizer Pfarrer und Schriftsteller
- Kurt Marti (Journalist) (* 1960), Schweizer Journalist

### L
- Lana Finn Marti (* 2002), deutsche und schweizerische Synchronsprecherin und Sängerin
- Lara Marti (* 1999), Schweizer Fußballspielerin
- Lorenz Marti (1952–2020), Schweizer Hörfunkjournalist und Schriftsteller
- Luisito Martí (1945–2010), dominikanischer Musiker, Schauspieler, Filmproduzent und Fernsehmoderator

### M
- Madeleine Marti (* 1957), Schweizer Germanistin/Historikerin, Lesbenforscherin und Publizistin
- Marc Martí Moreno (* 1966), spanischer Rallyebeifahrer
- Marc Martí Totxo (1531–1617), spanischer Theologe
- Mariano Martí (1720–1792), spanischer Geistlicher, Bischof in Venezuela
- Mario Marti (1914–2015), italienischer Literaturwissenschaftler
- Michael Marti (* 1966), Schweizer Journalist und Redakteur
- Min Li Marti (* 1974), Schweizer Politikerin (SP) und Kolumnistin
- Miquel Martí i Pol (1929–2003), spanischer Lyriker
- Miquel Anton Martí i Cortada († 1864), spanischer Schriftsteller

### N
- Nerea Martí (* 2002), spanische Rennfahrerin

### O
- Oskar Marti (* 1947), Schweizer Koch und Autor
- Othmar K. Marti (1891–1949), schweizerisch-US-amerikanischer Elektroingenieur
- Otto Marti (Fabrikant) (1884–1966), Schweizer Fabrikant
- Otto Marti (Schwinger) (1915–2002), Schweizer Schwinger

### P
- Pascal Marti, französischer Kameramann
- Pau Martí (* 2004), spanischer Radrennfahrer
- Paul Marti (Funktionär, I) († 1943), Schweizer Landwirtschaftsfunktionär
- Paul Marti (Funktionär, 1890) (1890–1949), Schweizer Pädagoge und Filmfunktionär
- Paul Marti (Heimatforscher) (1894–1983), Schweizer Pfarrer, Heimatforscher und Sammler
- Paul Marti (Fussballspieler) (* 1941), Schweizer Fußballspieler
- Peter Marti (Bibliothekar) (1916–2005), Schweizer Bibliothekar
- Peter Marti (Maler) (* 1939), Schweizer Maler
- Peter Marti (Bauingenieur) (* 1949), Schweizer Bauingenieur und Hochschullehrer
- Peter Marti (Jurist) (* um 1951), Schweizer Jurist, Richter und Kantonsrat (SVP)
- Peter Marti (Fussballspieler) (1952–2023), Schweizer Fußballspieler
- Peter Marti (Werbeunternehmer) (* 1954), Schweizer Werbeunternehmer und Fachbuchautor
- Peter Marti (Cellist), Schweizer Violoncellist

### R
- Rahel Marti (* 1976), Schweizer Architektin und Journalistin
- Ramon Martí (1220–1285), katalanischer Dominikaner, siehe Raymundus Martinus
- Ramon Martí i Alsina (1826–1894), spanischer Maler
- Ramon Martí i d’Eixalà (1807–1857), spanischer Jurist, Politiker und Philosoph
- Robert Marti (* 1953), Schweizer Politiker (SVP, BDP)
- Robert Marti-Wehren (1885–1970), Schweizer Lehrer und Heimatforscher
- Rolf Marti (1927–2017), Schweizer Architekt, Kunstsammler und Mäzen
- Rudolf Marti (* 1950), Schweizer Bobsportler
- Ruedi Marti (Maler) (* 1938), Schweizer Maler und Grafiker

### S
- Samira Marti (* 1994), Schweizer Politikerin (SP)
- Sandy Marti (* 1992), Schweizer Tennisspielerin
- Sibylle Marti (* 1980), Schweizer Historikerin und Politikerin (SP)
- Sophie Haemmerli-Marti (1868–1942), Schweizer Mundartdichterin
- Susan Marti (* 1962), Kunsthistorikerin und Museumskuratorin

### U
- Ueli Marti (1953/1954–2007), Schweizer Radsportler
- Urs Marti (Politikwissenschaftler) (* 1952), Schweizer Politikwissenschaftler und Hochschullehrer
- Urs Marti (Politiker) (* 1967), Schweizer Politiker (FDP) und Unternehmer
- Ursula Marti (* 1966), Schweizer Politikerin (SP)

### W
- Walter Marti (Pfarrer) (1896–1960), Schweizer Pfarrer, Schriftsteller und Journalist
- Walter Marti (Lehrer) (1897–1978), Schweizer Lehrer und Schriftsteller
- Walter Marti (Boxer) (1910–1992), Schweizer Boxer und Olympiateilnehmer
- Walter Marti (Regisseur) (1923–1999), Schweizer Dokumentarfilmer
- Werner Marti (Schriftsteller) (1920–2013), Schweizer Mundartforscher und Schriftsteller
- Werner Marti (Politiker) (* 1957), Schweizer Politiker (SP)
- Wilhelm Marti (1297–1333), Schweizer Politiker
- Willi Marti (?–1993), Schweizer Architekt

### Y
- Yann Marti (* 1988), schweizerisch-finnischer Tennisspieler

## Fiktive Figur
- Joseph Marti, Hauptfigur im Roman Der Gehülfe (1908) von Robert Walser, siehe Der Gehülfe #Joseph Marti